# Рамеш Пател
Рамеш Пател (англ. Ramesh Patel, 12 вересня 1953) — новозеландський хокеїст на траві.
Олімпійський чемпіон 1976 року, учасник 1972, 1984 років.